# Хохлов, Илья Сергеевич
Илья Сергеевич Хохлов (род. 20 октября 1994, Москва) — российский хоккеист, защитник.

## Биография
Воспитанник московской школы «Вымпел». На Ярмарке юниоров КХЛ 2011 года в 5 раунде под общим номером 104 был выбран магнитогорским «Металлургом».
В МХЛ выступал с 2011 года в составе чеховских «Русских Витязей». За три сезона провёл на льду 184 игры, забил 14 шайб и 38 раз ассистировал товарищам.
С 2014 года — игрок «Северстали», выступающей в КХЛ. За три сезона провёл 69 игр, набрав 5+9 очков по системе «гол+пас». Параллельно выступал за ижевский «Ижсталь (хоккейный клуб)» (ВХЛ; 55 игр, 7+9 очков) и «Алмаз» (МХЛ; 4 игры, 1+1 очко).
Сезон 2017/18 года провёл в клубах КХЛ «Сочи» (36 игр; 4+9 очков) и «Авангард» (9 игр; 1+0 очков).
Сезон 2018/19 года начал в минском «Динамо». Провёл за динамовцев 20 игр, отметившись одной результативной передачей. После чего вернулся в Череповец. За полтора сезона провёл 84 игры, набрав 10+16 очков.
В сезоне 2020/21 года выступал за «Сибирь». Проведя 41 игру, забил 1 шайбу и сделал 6 результативных передач.
С начала сезона 2021/22 года — снова в «Северстали».
В мае 2022 года подписал контракт с магнитогорским «Металлургом», сумма зарплаты оценивалась в 30 млн рублей за сезон. В сезоне 2022/23 сыграл за «Металлург» 13 матчей, в которых набрал 3 очка (1+2). 17 октября 2022 года «Металлург» расторг контракт с Хохловым. 18 октября подписал контракт с «Нефтехимиком». 23 октября в первой игре набрал два очка (1+1).
15 февраля 2023 года забросил три шайбы в равных составах в игре против магнитогорского «Металлурга» в гостях (4:2). До этого не набирал очков в 10 матчах подряд и не забрасывал шайб в 37 матчах подряд. Это 4-й случай в истории КХЛ, когда защитник забросил 3 шайбы в равных составах. Третья шайба стала 100-м очком Хохлова в КХЛ (31+69). 2 октября 2024 года перешёл в «Барыс».